# Relay Motor Car Company
Relay Motor Car Company war ein US-amerikanischer Hersteller von Automobilen.

## Unternehmensgeschichte
Das Unternehmen entstand am 3. Februar 1903 als Nachfolgeunternehmen der Reading Automobile Company. Der Sitz war in Reading in Pennsylvania. Im gleichen Jahr begann die Produktion von Automobilen. Der Markenname lautete Relay. Auf der New York Automobile Show im Januar 1904 wurde angekündigt, in dem Jahr 25 Fahrzeuge fertigen zu wollen. Noch 1904 endete die Produktion. Es ist nicht bekannt, wie viele Fahrzeuge tatsächlich hergestellt wurden.

## Fahrzeuge
Das einzige Modell hatte einen Dreizylinder-Reihenmotor mit OHV-Ventilsteuerung. Er leistete 24 PS und stammte vom Motorenhersteller Wyoma. Er trieb über ein Dreiganggetriebe und eine Kardanwelle die Hinterachse an. Der Aufbau war offen. Eine Quelle nennt einen fünfsitzigen Tourenwagen. Eine andere gibt es genauer an. Vorne waren zwei Einzelsitze. Dahinter befand sich ein Tonneau für drei Personen, der entfernt werden konnte. Der Neupreis betrug 2000 US-Dollar.